# حجة (منطق)
حجة (باللاتينية: argumentum) هو مصطلح يدل على نوع الاستدلال الخاص باللغة الطبيعية كما تتجلى في الألسن الطبيعية من حيث أنه استدلال متميز، إلى حد بعيد، عن الاستدلال الصوري في اللغة الاصطناعية الذي يُسمَّى البُرهان. فالحِجاج هو التبادل الخِطابي للحُجَج (جمع «حُجَّة») طلبا للإقناع عن طريق ما يُتيحه اللسان الطبيعي المستعمل كـكفاءة لغوية مُحدَّدة من الناحيتين اللسانية والتداولية.
وتتعلق دراسة الحِجاج بعدة مجالات تشمل المنطق والبلاغة وفلسفة اللغة واللسانيات والتداوليات وتحليل الخطاب وفن المناظرة والحوار.

## أصل الاستعمال

### الأصل الاشتقاقي
لفظ الحِجاج اسم مشتق من فعل حَاجَّه بمعنى حَاوَرَه. فهو والمُحاجَّة سيان في الدلالة على التبادل والتفاعل. ولأنه يرتبط اشتقاقيا بلفظ الحُجَّة (جمعها «حُجَجٌ»)، فإنه يدل على الحوار القائم على تبادل «الحُجَج» بخصوص قضية أو مسألة أو دعوى يُراد إثباتها أو إبطالها في إطار المناقشة مع المخاطب أو المحاور.

### تحديد المفهوم
يتعلق مفهوم الحِجاج بالدراسات التي تناولت فنون الخطابة والجدل، على الأقل منذ العصر اليوناني القديم. لكن مفهوم الحِجاج هذا سيعاد فيه النظر، خلال الفترة المعاصرة، على أساس التطورات التي عرفتها الدراسات في مجال المنطق والبلاغة الجديدة وفلسفة اللغة واللسانيات، مما أدى إلى بلورة ما صار يعرف بنظريات الحِجاج.

## أنواع الحجج
- الغائية
- الحجاج الوجودي
- الحجاج الكوني